# 出水ふれあいバス
出水ふれあいバス（いずみ - ）は、鹿児島県出水市が運行するコミュニティバスの愛称。
出水地区（愛称「出水循環バス」）、野田地区（愛称「野田循環バス」の運行）、高尾野地区（愛称「高尾野ひまわり号・高尾野もみじ号」）の3地区10路線からなり、これらの総称でもある。

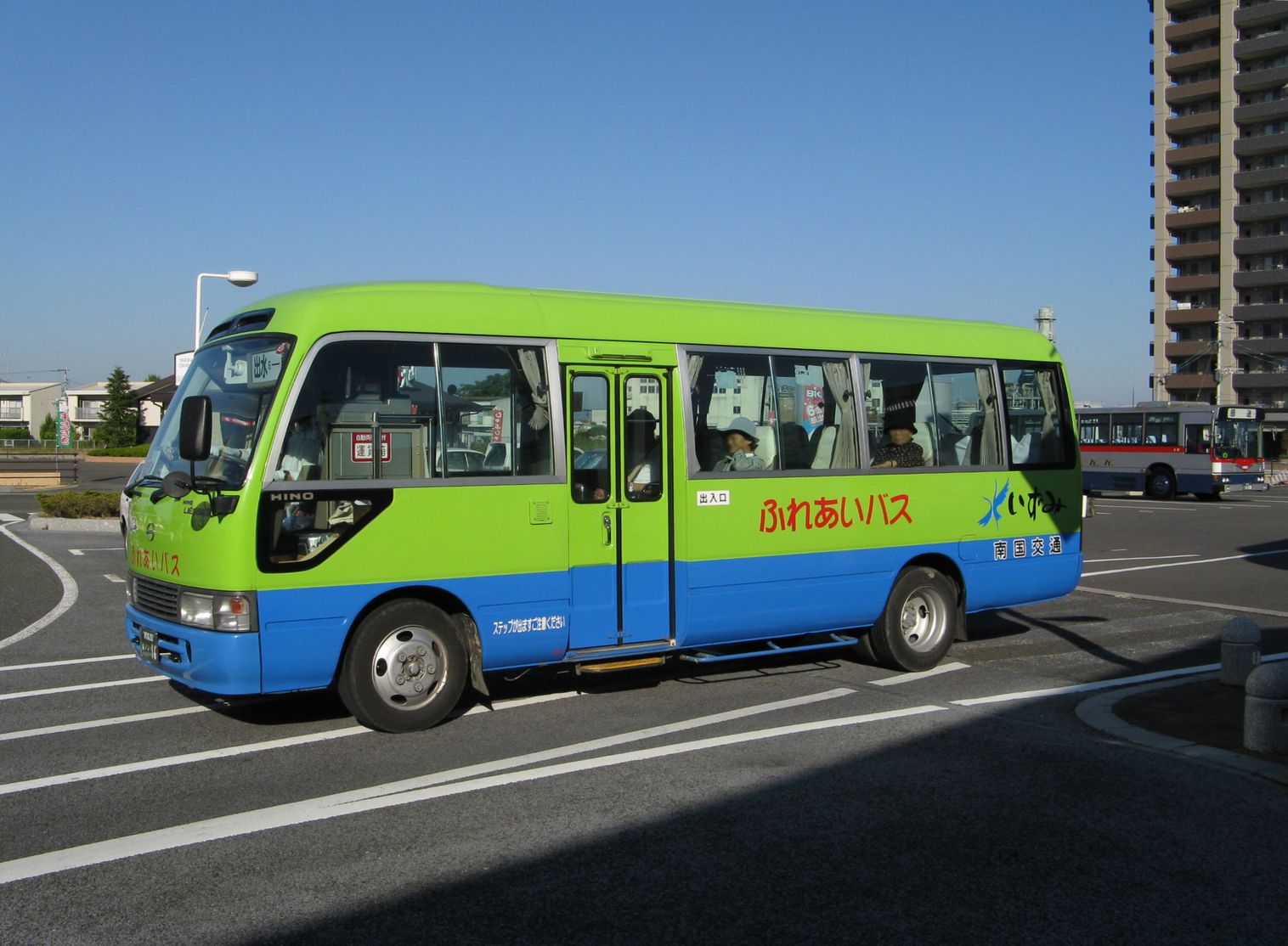
出水循環バス（出水駅前にて）

## 沿革
- 1999年（平成11年）10月 - 旧出水市内循環ふれあいバス運行開始。
- 2000年（平成12年）4月 - 旧野田町内循環バス運行開始。
- 2000年（平成12年）4月 - 高尾野町内循環バス運行開始。
- 2006年（平成18年）3月 - 旧出水市・旧高尾野町・旧野田町の新設合併に伴い、旧全市町の各コミュニティバスを出水市循環バス「出水ふれあいバス」として引き継ぐ。
- 2006年（平成18年）4月 - 運行ルートが一部、変更される。
- 2024年（令和6年）10月 - 高尾野・野田地区の廃止及び運行ルートの再編が行われる。

## 運行ルート

### 出水地区「出水循環バス」
主な停留所のみ記している。
市内循環便
右回り：出水バスセンター→出水駅→郵便局前→運動公園前→高千穂神社前→農村公園前→西出水小学校前→八幡神社前→中央高校西口→大野原→老人福祉センター→福之江→名護→総合医療センター→米ノ津駅前→クレインパーク前→養護学校前→文化会館前→市役所前→警察署前→出水バスセンター→出水駅→郵便局前→出水バスセンター
左回り：出水バスセンター→出水駅→郵便局前→出水バスセンター→出水駅→警察署前→《この区間は右回りと逆順》→郵便局前→出水バスセンター
大川内便
出水バスセンター（ - 出水駅） - 郵便局前 - 萩の段（ - 日当下 - 日当 - 日当上 - 日添上 - 田之頭） - 西下平野 - 下平野 - 不動野（ - 高牟礼） - 大川内小前 - 片町（ - 大川内診療所前 - 温泉入口） - 大川内診療所前 - 射場元（ - 上大川内 - 鮎川） - 上大川内 - 坂元 - 下青椎（ - 青椎公民館前） - 角石 - 上場校下
針原・切道便
出水バスセンター→出水駅→郵便局前→出水バスセンター→出水駅→警察署前→市役所前→文化会館前→老人福祉センター→養護学校前→クレインパーク前→今釜→宮島→住吉→名護→総合医療センター→東校前→野間之関→針原→前田→鶴水園前→切道→前田→《この区間は上りと逆順》→養護学校前（→老人福祉センター）→文化会館前→《この区間は上りと逆順》→出水駅（→出水バスセンター→郵便局前）→出水バスセンター
荘・蕨島便
右回り：出水バスセンター→出水駅→郵便局前→出水農協前→八幡神社前→老人福祉センター→大野原→下水流→荘郵便局前→荘→荒崎→ツル観察センター入口→一本松→尾之島→野口→蕨島→潟→ツル展望所→ツル観察センター入口→荒崎→荘→荘郵便局前→下水流→福之江→総合医療センター→沖田→市役所前→警察署前→出水バスセンター→出水駅→郵便局前→出水バスセンター
左回り：出水バスセンター→出水駅→郵便局前→出水バスセンター→出水駅→《この区間は右回りと逆順》→郵便局前→出水バスセンター
折尾野・太田原便
左回り：出水バスセンター→出水駅→郵便局前→出水小学校前→小松→小松ニュータウン→西之口公民館→運動公園前→折尾野→太田原住宅→出水バスセンター→出水駅前→警察署前→市役所前→沖田→総合医療センター→クレインパーク前→養護学校前→老人福祉センター→文化会館前→市役所前→警察署前→出水バスセンター→出水駅→郵便局前→出水バスセンター
右回り：出水バスセンター→出水駅→郵便局前→出水バスセンター→出水駅→《この区間は左回りと逆順》→郵便局前→出水バスセンター

### 高尾野地区「高尾野ひまわり号・高尾野もみじ号」

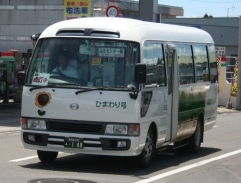
高尾野ひまわり号（高尾野駅前にて）

主な停留所のみ記している。
西辺田・江内便
温泉センター前 - 工業団地前（ - 医療センター） - 上の原 - 支所前 - 高尾野駅 - 麓 - 柴尾神社前 - 総合運動場前 - 下水流 - 荘（*1 - 木牟礼/*2 - 荒崎 - 段 - 冷筋） - 小島（ - 連尺野） - 西下り松 - 江内 - 浦窪 - 尾之島 - 野口 - 宮崎 - 東辺田 - 西辺田
（*1：荘 - 木牟礼 - 小島/*2：荘 - 荒崎 - 段 - 冷筋 - 小島）
大久保・内野々便
温泉センター前→工業団地前（→医療センター）→上の原→支所前→駅前四ツ角→柴引→大久保→浦→野平→御岳→温泉センター前→工業団地前（→医療センター）→上の原→支所前→高尾野駅前→並木団地前→本城→野添下→野添上→砂原→内野々上→内野々下（→野田商工会館）→石坂→並木団地前→高尾野駅前→支所前→上の原（→医療センター）→工業団地前→温泉センター前
千間山・唐笠木便
温泉センター前→大野原（→西大野原公民館前）→千間山→下水流→唐笠木→昭和→鶴里→並木団地前→高尾野駅前→支所前→上の原（→医療センター）→工業団地前→温泉センター前
市内横断便
野田老人センター前 - 温泉センター前 - 高尾野駅 - 上水流 - 八幡神社前 (→クレインパーク前 - 出水総合医療センター -米ノ津新町 - 市役所前)→ 出水バスセンター・出水駅

### 野田地区「野田循環バス」
主な停留所のみ記している。
野田循環便
野田支所前→野田医療センター前→野田郷駅→支所前→野田医療センター前→野田支所前→大丸→久木野→木佐木野→川平→田代→越地→弁天前→岩渕橋→野角→青木の茶屋→野田支所前→野田医療センター前→野田の郷入口→餅井→屋地→旭→屋地→龍尾神社前→熊野神社前→俊寛碑前→感応寺前→野田商工会館→町→野田郷駅→支所前→野田医療センター前→野田老人センター前

## 運賃・運行委託・ダイヤ
- 運賃 - 大人200円、子供・障害者100円（RapiCa・いわさきICカードともに利用不可）
※別ルートへの乗り継ぎは無料。
- 運行委託 - 南国交通

### ダイヤ
市内循環便
- 運行本数 - 右回り1日3本、左回り1日2本
- 運休日 - 日曜日、祝日、第2・第4土曜日、8月13日 - 8月15日、12月31日 - 1月3日

大川内便
- 運行本数
  - 月曜日 - 金曜日
出水BC - 上場校下：1日1往復、出水BC - 青椎公民館前：1日4往復
  - 第1・第3・第5土曜日
出水BC - 上場校下：1日2往復、出水BC - 青椎公民館前：1日3往復
  - 日曜日、祝日、第2・第4土曜日、8月13日 - 8月15日、12月31日 - 1月3日
出水BC - 青椎公民館前：1日2往復

針原・切道便
- 運行本数 - 1日4本
第4便は、下り運行時は名護、福祉センター及び郵便局前には行かない。
- 運休日 - 日曜日、祝日、第2・第4土曜日、8月13日 - 8月15日、12月31日 - 1月3日

荘・蕨島便
- 運行本数
  - 月曜日 - 金曜日、第1・第3・第5土曜日
右回り1日3本、左回り1日2本
  - 運休日 - 日曜日、祝日、第2・第4土曜日、8月13日 - 8月15日、12月31日 - 1月3日

折尾野・太田原便
- 運行本数 - 右回り1日1本、左回り1日1本
- 運休日 - 土曜日、日曜日、祝日、8月13日 - 8月15日、12月31日 - 1月3日

西辺田・江内便
- 運行本数
  - 月曜日 - 金曜日、第1・第3・第5土曜日
温泉センター前 - 西辺田間1日4往復、温泉センター - 江内間1日1往復

第5便は木串公民館前で乗り換え
  - 日曜日、祝日、第2・第4土曜日、8月13日 - 8月15日、12月31日 - 1月3日
温泉センター前 - 西辺田間1日1往復

大久保・内野々便
- 運行本数 - 1日2本
- 運休日 - 土曜日、日曜日、祝日、第2・第4土曜日、8月13日 - 8月15日、12月31日 - 1月3日

千間山・唐笠木便
- 運行本数 - 1日2本
- 運休日 - 土曜日、日曜日、祝日、8月13日 - 8月15日、12月31日 - 1月3日

市内横断便
- 運行本数 - 1日2往復
- 運転日 - 土曜日、日曜日、祝日、8月13日 - 8月15日、12月31日 - 1月3日

野田循環便
- 運行本数- 1日4本

　※第1便は愛口を通らない。第2便・第3便は野田商工会館を通らない。第3便は一部の区間を除いて、逆順で運行。
- 運休日 - 土曜日、日曜日、祝日、8月13日 - 8月15日、12月31日 - 1月3日

## 車両
- 市内循環便、大川内便、針原・切道便、荘・蕨島便、折尾野・太田原便、市内横断便
  - 三菱ローザ・日野リエッセII・日野・リエッセ
- 西辺田・江内便、大久保・内野々便、千間山・唐笠木便、野田循環便
  - 日野リエッセII